# Coniophanes melanocephalus
Coniophanes melanocephalus es una especie de reptil perteneciente a la familia Dipsadidae.

## Descripción
Es una serpiente pequeña con un dorso color rojo oxidado; superficies dorsales de a cabeza y el cuello negras, seguidas por un collar claro de 4 escamas de largo; capucha nucal negra extendiéndose a las ventrales; escamas dorsales en 19 hileras a la mitad del cuerpo; Los adultos son comúnmente de 35-50 cm de longitud. El color dorsal de fondo es rojo brillante o rojo ladrillo, la mitad del dorso es algo oscuro. Las escamas labiales tienen algunos puntos claros, el mentón es color crema con pigmento negro, y el vientre es color amarillo claro e inmaculado. El iris es color rojo oscuro. Un individuo fue reportado de tener 7 supralabiales, 9 infralabiales, 1 loreal, 1 preocular, 2 postoculares, 1+2 temporales, 156 ventrales, y 86 caudales divididas.

## Distribución
Habita en la Cuenca del Río Balsas del centro de México. C. melanocephalus posee un rango vertical de 900-1700 m s. n. m. de elevación a través de la Depresión del Balsas del sur de Michoacán  y norte de Guerrero al suroeste de Puebla.

## Hábitat
Esta serpiente terrestre poco común ha sido encontrada en bosque tropical subcaducifolio y bosque de pino-encino.

## Estado de conservación
Se encuentra catalogada dentro de la lista roja de la IUCN como datos insuficientes (DD).